# تقطيع وذبح

إحدىّ أمثلة هذا النوع من لعبة كرول بموقع ستيم

تقطيع وذبح (بالإنجليزية: Hack and slash)، يشير هذا المصطلح إلى نوع من أسلوب ألعاب الفيديو والتي تعتمد بشكل كبير على القتال، ويركز بالتحديد على القتال الذي يكون بين أعداء قريبين من بعضهم بشكل مباشر.

## ألعاب تستخدم هذا الأسلوب
- نينجا غايدن 2
- ديفل ماي كراي
- غود أوف وور
- بايونيتا
- ديابلو 3
- هيفنلي سورد
- ميتل قير رايزنج ريفنجنس